# آنا کوئیندلن
آنا کوئیندلن (انگلیسی: Anna Quindlen؛ زادهٔ ۸ ژوئیهٔ ۱۹۵۲) ستون‌نویس، روزنامه‌نگار، نویسنده، رمان‌نویس، و نویسنده کودکان اهل ایالات متحده آمریکا است.